# Plíska Ridge
Plíska Ridge (bulgarisch Врах Плиска Wrach Pliska) ist ein bis zu 681 m hoher Gebirgskamm auf der Livingston-Insel im Archipel der Südlichen Shetlandinseln. Er ragt ostnordöstlich des Willan-Nunatak auf.
Die bulgarische Kommission für Antarktische Geographische Namen benannte ihn 1995 zu Ehren der Stadt Plíska, der Hauptstadt des Ersten Bulgarischen Reichs von 681 bis 893. Das UK Antarctic Place-Names Committee übertrug noch im selben Jahr die bulgarische Benennung ins Englische.